# Hayko
Hayko (Erevã, 25 de agosto de 1973 – Erevã, 29 de setembro de 2021) foi um cantor arménio que representou o seu país no Festival Eurovisão da Canção 2007, com a música Anytime You Need. Classificou-se em oitavo lugar no concurso internacional.